# Lysegårdens naturreservat
Lysegården är ett naturreservat i Romelanda socken i Kungälvs kommun i Bohuslän.
Lysegården ligger strax norr om Kungälv. Det avsattes 2004 och är 29 hektar stort. 
Mitt i reservatet bildar Vallerån ett 38 meter högt vattenfall ner längs berget Örnekulan. Områdets västra del kallas för Varpedalen och där växer ädellövskog. Nedanför vattenfallet bildar Vallerån meandrar när ån flyter österut mot Göta älv. Kring ån växer al, hägg, alm och ask. I reservatets nordöstra del finns en blockrik brant. I reservatet finns en rik moss- och svampflora. Havsöring har Vallerån som reproduktionsplats.
Naturreservatet förvaltas av Västkuststiftelsen.
Området ingår i EU:s ekologiska nätverk av skyddade områden, Natura 2000.

## Bilder

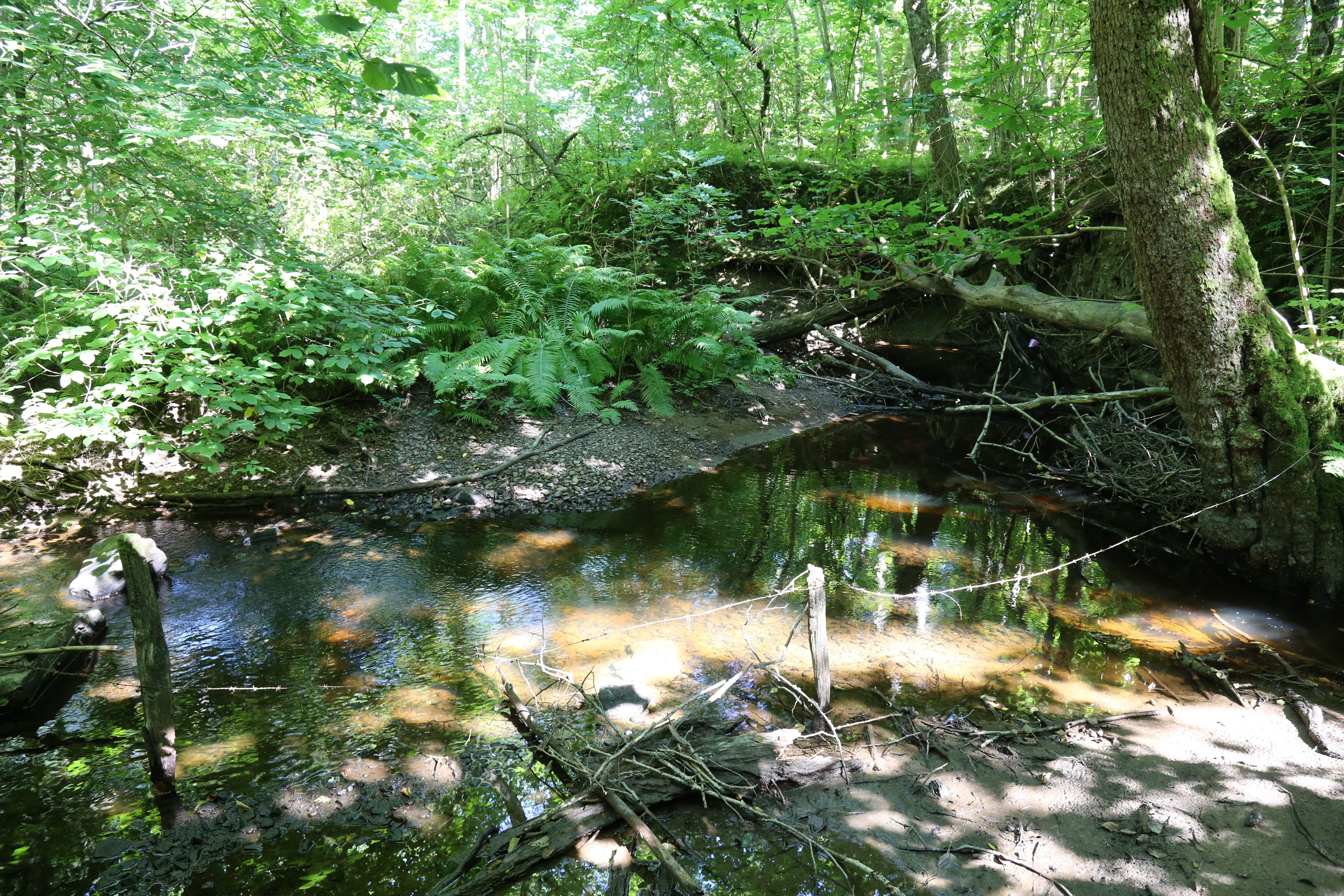
Vallerån nedan vattenfallet i östra delen av reservatet.
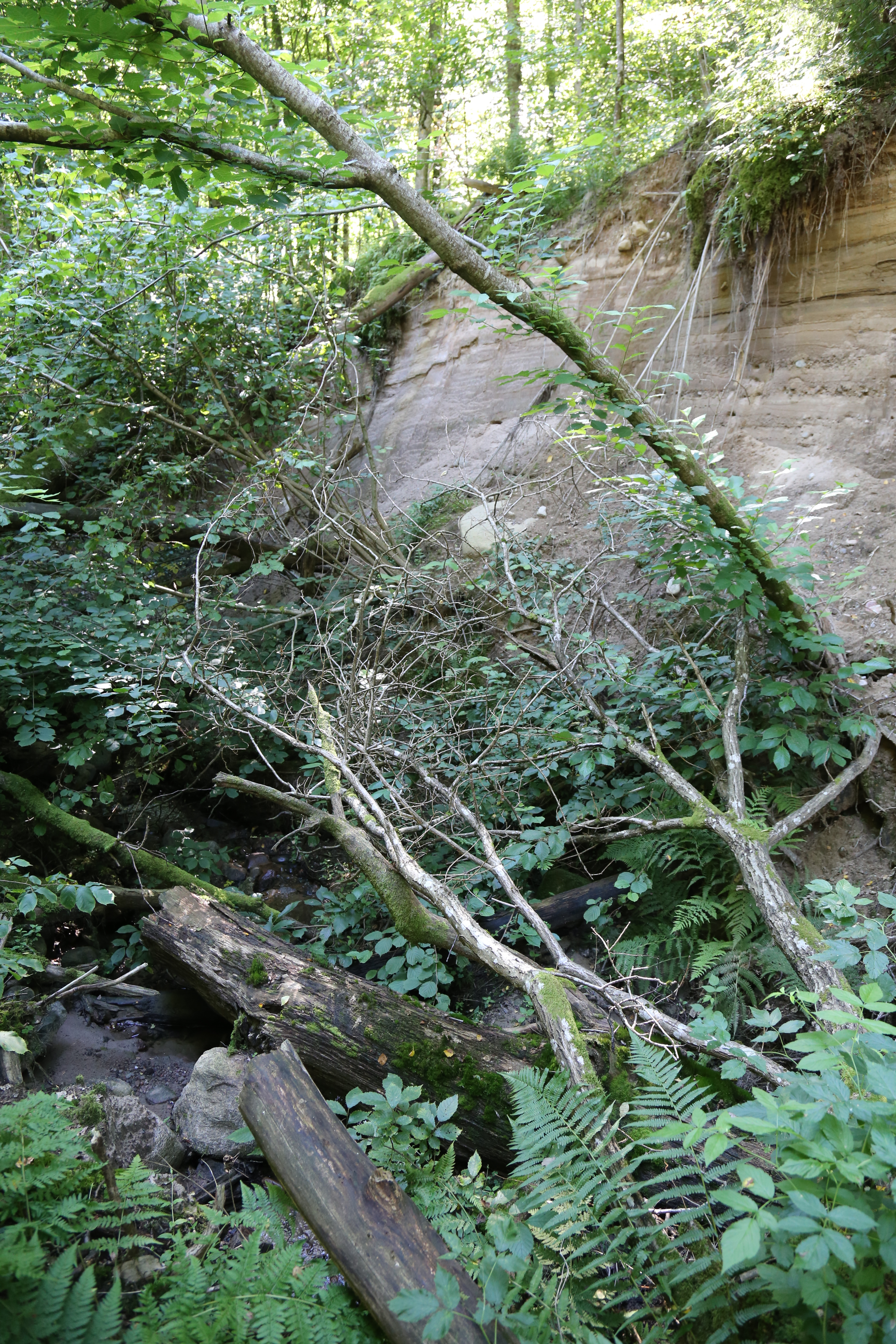
Varpedalen i västra delarna av reservatet.